# Мале Казариново
Мале Казариново (рос. Малое Казариново) — село в Большеболдинському районі Нижньогородської області Російської Федерації.
Населення становить 369 осіб. Входить до складу муніципального утворення Большеболдинська сільрада.

## Історія
Від 2009 року входить до складу муніципального утворення Большеболдинська сільрада.

## Населення
| 1999 | 2002 | 2010 |
| ---- | ---- | ---- |
| 112  | ↘98  | ↗369 |